# Svala Björgvinsdóttir
Svala Björgvinsdóttir, nota professionalmente come Svala o anche come Svala Björgvins e Kali (Reykjavík, 8 febbraio 1977), è una cantante islandese.

## Biografia
Svala è figlia del cantante islandese Björgvin Halldórsson che nel corso della sua carriera ha anche partecipato all'Eurovision Song Contest 1995.
Ha iniziato la sua carriera musicale da giovanissima, facendo parte di due band di musica elettronica chiamate Scope e Bubbleflies.
Nel 1999 ha firmato un contratto con EMI e Priority Records. L'anno seguente si è trasferita a Los Angeles per lavorare sul suo primo disco The Real Me, uscito nel 2001. La "title track" è stata pubblicata come singolo.
Nel 2005 ha pubblicato il suo secondo disco The Bird of Freedom.
Nel 2006 forma, insieme a Einar "Mega" Egilsson (suo marito dal 2013) e a suo fratello Edvard "Eddie" Egilsson, il gruppo di musica elettronica Steed Lord. La band ha un'intensa attività live negli anni successivi, esibendosi in tutto il mondo nei circuiti new rave. All'interno del gruppo Svala assume lo pseudonimo Keli.
Negli anni 2010 si dedica anche alla televisione e alle arti visive negli Stati Uniti.
Nei primi mesi del 2016 forma i Blissful con il marito 
Einar Egilsson, duo che ha esordito con il singolo Elevate.
L'11 marzo 2017 è stata annunciata la partecipazione di Svala all'Eurovision Song Contest 2017 in programma per il mese di maggio a Kiev (Ucraina), in rappresentanza dell'Islanda con il brano Paper. La cantante gareggia nella prima semifinale e ottiene 60 punti, non sufficienti a qualificarla alla finale.

## Discografia

### Album in studio
- 2001 - The Real Me
- 2005 - Birds of Freedom

### Singoli
- 2001 - The Real Me
- 2017 - Ég veit það
- 2017 - Paper